# Stazione di Dormelletto
Stazione di Dormelletto vasútállomás Olaszországban, Dormelletto településen.

## Vasútvonalak
Az állomást az alábbi vasútvonalak érintik:
- Domodossola–Milánó-vasútvonal

## Kapcsolódó állomások
A vasútállomáshoz az alábbi állomások vannak a legközelebb:
- Stazione di Arona
- Stazione di Sesto Calende
- Arona old railway station